# Malemba-Nkulu
Malemba-Nkulu este un oraș în  provincia Katanga, Republica Democrată Congo. În 2012 avea o populație de 29 970 de locuitori, iar în 2004 avea 25 430.